# 決戦!クイズの帝王
『決戦!クイズの帝王』（けっせん!クイズのていおう）は、1996年4月19日から1997年3月21日までテレビ東京系列局で放送されていたテレビ東京製作のクイズ番組である。放送時間は毎週金曜 21:00 - 21:54 （日本標準時）。

## 概要
毎回一般からの参加者たちが様々なクイズに挑戦していた視聴者参加型番組で、「最高賞金1000万円」（累積）を謳い文句にしていた。1996年に行われた景品表示法の規制緩和により、賞金額の上限が100万円から1000万円にまで引き上げられた直後にスタートした。司会は辰巳琢郎とラサール石井が務めていた。辰巳が夏休みの際は、代理として矢玉みゆき（当時テレビ東京アナウンサー）が司会を務めていた。裏番組に勝てず、1年で終了。

## ルール
まず第1ステージ、第2ステージで「挑戦者」を決定する。決戦ステージでは、前回から勝ち残った「帝王」と「挑戦者」が1対1で対決。勝者が新たな「帝王」となり、賞金100万円と次回決戦ステージから出場する権利を獲得。「帝王」は防衛するたびに賞金100万円を繰り返し獲得できる（最高賞金は10週勝ち抜き1000万円）。但し末期は、200万円チャレンジステージ（後述）の結果で賞金が変動した。

### 前期（個人戦）
12人（8月2日以降は30人）が出場。

#### 第1ステージ
1対1形式で、映像を用いた早押しクイズで対決。2問先取した方が第2ステージ進出、敗者は失格。これを6回戦行って、12人から6人に絞る。
出場者が30人に増えた8月2日以降は、映像を用いた全13問に筆記形式で答えて、正解数の上位6人が第2ステージに進出するルールとなった。

#### 第2ステージ
早押し形式や筆記形式で答えるクイズを数種類行い、最高得点者が決戦ステージに進出。同点の場合には同点決勝として1問先取の早押しクイズを行い、進出者を決定する。

#### 決戦ステージ
「帝王」と「挑戦者」がそれぞれ金色と銀色のカプセルに入ってヘッドホンを装着し、相手の解答が耳に入らない状態にした上で問題にそれぞれ口頭で答える。『史上最強のクイズ王決定戦』の決勝戦と同様の形式（『史上最強の〜』では「カプセルクイズ」と呼ばれていた）。
問題は、最初は挑戦者から先に8個のジャンルの中から1人1個選択、選ばれたジャンルから5問出題。2人の選択したジャンル問題計10問が出題されたら、その後は勝者が決まるまでジャンル不問で出題される。後に、8個中2個はジャンルの代わりに司会者の名前が入っており、それを選ぶと、その司会者が自作した問題（これも1つのジャンルに沿っている）を出題した。一時期は、ジャンル問題の後、さらに番組が提示するジャンルから5問出題してから、ジャンル不問で問題が出題されていた。
1問正解につき1ポイント獲得。10ポイント先取で勝利だが、9ポイントの時に限り、不正解または無回答で8ポイントに戻る（1ポイント減点）。両者同時に10ポイントに到達した場合はサドンデスとなる。
前述の通り勝者は新たな「帝王」となり、賞金100万円と次回決戦ステージから出場する権利を獲得できる（この時天井から大量の紙吹雪が降り注ぐ）。

### 後期（ペア戦）
2人1組で8組が出場。

#### 第1ステージ
前期前半と同様、1対1形式での早押しクイズで対決するが、問題は画面に出た物の名前や漢字の読み等を答えるものとなっている。先に2人両方がボタンを押したペアに解答権が与えられ、解答は2人同時に口頭で答える。1人のみ正解なら5点獲得、2人とも正解なら10点獲得。但し1人が正解でも、もう1人が無回答の場合は0点となる。20点先取した方が第2ステージ進出、敗者は失格。
勝利したペアは、続けて「答えを早く伝達してねクイズ」に挑戦。1人が出題者、もう1人が解答者となり、出題者にだけ見えている答えを、ヒントを出して解答者に答えさせる（『連想ゲーム』と同様の形式）。各問題にはNGワードが設定されており、それを言ってしまうと強制的に次の問題に移ってしまう。制限時間は1分で、1問正解につき5点。ここで獲得した得点は第2ステージの得点に加算される。
これを4回戦行い、8組から4組に絞る。

#### 第2ステージ
前期と同様、早押し形式や筆記形式で答えるクイズを数種類行う。前述の「答えを早く伝達してねクイズ」と合わせた合計点が最も多かった1組が決戦ステージに進出。同点の場合は、同点決勝として1問先取の早押しクイズを行い、進出ペアを決定する。

#### 決戦ステージ
基本的なルールは前期と同様だが、代表者を1名ずつ出して、1対1で対決する。勝利したペアが新たな「帝王」となる。

#### 200万円チャレンジステージ
番組末期に追加された、「帝王」の座を得たペアが賞金獲得を賭けて挑戦するステージ。1人が出題者、もう1人が解答者となる。出題者は予め用意された問題（全12問）の中から、解答者が正解できそうな問題を1問選ぶ。解答者は選ばれた問題を口頭で答える。
1問正解するたびに獲得できる賞金が上がっていくが、途中で間違えた場合そこで終了となり、その回の賞金は半額になる。挑戦をやめることも可能で、その場合は正解数に応じた賞金を持ち帰ることができる。10問正解で賞金200万円獲得。

##### 賞金
1. ¥50,000
2. ¥100,000
3. ¥150,000
4. ¥200,000
5. ¥300,000
6. ¥400,000
7. ¥500,000
8. ¥700,000
9. ¥1,000,000
10. ¥2,000,000

## 出題された主なクイズ

### 前期第1ステージ
- 次々と出てくるヒントから有名人を当てる問題
- 表示された画像や歌詞に含まれた間違いを指摘する問題
- 表示された3人の有名人の名前に含まれた間違いを指摘する問題
- 3つの出来事の中から最も古い出来事を選ぶ問題
- 表示された歌詞の一部が空白になっているので、そこに正しい語句を当てはめる問題

### 第2ステージ
- 大せんせいクイズ - 様々な専門家がVTRでクイズを出題。筆記形式で、1問正解につき20点獲得。開始当初は3択の問題も出題されており、それに正解すると10点獲得。
- 人物関連性クイズ - 3×3の升目に並べられた9枚の写真の有名人の中で、縦・横・斜めのどれか1列で並んだ3人はある関連性を持っている。解答者は、早押しで関連性のある有名人が並んでいる列とその関連性を両方当てる。両方正解で10点獲得。
- クイズ ここまで答えて - 正解が複数ある問題を出題。解答者は、早押しで解答権を得た後、3枚のパネルの中から1枚をめくる。パネルに現れた数だけ制限時間内に正解を挙げることができれば10点獲得。できなかった場合には再度早押しを行い、そこで解答権を得た人が答える（答えるべき正解数は1人目と同じ）。2人目もできなければその問題は終了。
- クイズ 勝ち抜きお国自慢 - 1つのテーマに沿って、4都道府県がトーナメント方式で対決。1対戦ごとに、解答者はどちらの都道府県が勝つのかを当てる。正解なら10点獲得、不正解ならこのコーナーが終わるまで解答権を失う。
- クイズ マス文字合わせ - 最初に、早押しクイズの問題ならびにボーナスワードのテーマとボーナスワードの文字数を発表。そして、1問ずつ早押しクイズを出題。正解者は、5点とボーナスワードの解答権を獲得。ボーナスワードは、（これまでに出された）早押しクイズの正解の中から抜き出された1文字ずつを並べ替えると出来る言葉になっており、それに正解すれば20点獲得。正解できなければ早押しクイズに戻る。
- 懐かしのCMクイズ - 昔放送されたCMの台詞の一部分が隠されているので、そこに当てはまる正しい語句を筆記形式で答える。正解なら10点獲得。
- クイズ 五つの扉 - 前期・後期共通の最終コーナー。1つずつ出題されるヒントから連想されるものは何かを当てる。分かった人から筆記で答えていくが、解答権は1問につき1人1回のみ。また、相手の解答は伏せられている。第1ヒント正解で50点獲得、以後ヒントが1つ出るたびに40点、30点、20点、10点と獲得できる点数が減っていく。

## 特別企画
1996年10月4日と1997年1月1日には家族対抗戦が行われた。内容自体は通常の放送内容とほぼ同じである。優勝した家族には賞金100万円が贈られた。

## エンディングテーマ
- 永遠のパズル（ウィズ、1996年4月19日 - 6月28日）
- VIVA!! 夏の色（ディアマンテス、1996年7月12日 - 9月20日）
- CHEERS （中西保志、1996年10月4日 - 12月20日）
- Angel （鈴木祥子、1997年1月1日 - 3月21日）

## ネット局
- テレビ東京
- テレビ北海道
- テレビ愛知
- テレビ大阪
- テレビせとうち
- TXN九州（現・TVQ九州放送）
- 岩手放送
- テレビユー山形
- 新潟放送
- 信越放送
- 北陸放送
- 広島テレビ放送
- テレビ愛媛
- 長崎放送
- テレビ熊本
- 鹿児島テレビ放送

| テレビ東京系列 金曜21:00枠                             | テレビ東京系列 金曜21:00枠                          | テレビ東京系列 金曜21:00枠                            |
| 前番組                                                 | 番組名                                              | 次番組                                                |
| ------------------------------------------------------ | --------------------------------------------------- | ----------------------------------------------------- |
| タモリの音楽は世界だ （1995年4月14日 - 1996年3月22日） | 決戦!クイズの帝王 （1996年4月19日 - 1997年3月21日） | たけしの誰でもピカソ （1997年4月18日 - 2003年4月4日） |